# Rio Safarujo
O rio (ou ribeira) de Safarujo ou rio (ou ribeira) do Sobral é um rio português que nasce na Malveira (Mafra), atravessa a Tapada de Mafra, passa por Sobral da Abelheira e tem a sua foz no Oceano Atlântico, na Praia de São Lourenço em Ribamar.

## Afluentes
- Ribeiro de Chança (md)
- Ribeiro de Barbastel (md)
- Ribeiro da Picanceira (me)
- Ribeiro do Vale do Inferno (md)
- Ribeiro das Maias (me)